# Ananiuliak Island
Anangula Island ist eine kleine unbewohnte Insel der Fox Islands, die zu den Aleuten gehören. Das Eiland liegt fünf Kilometer nordwestlich von Umnak.